# Jytte Rexová

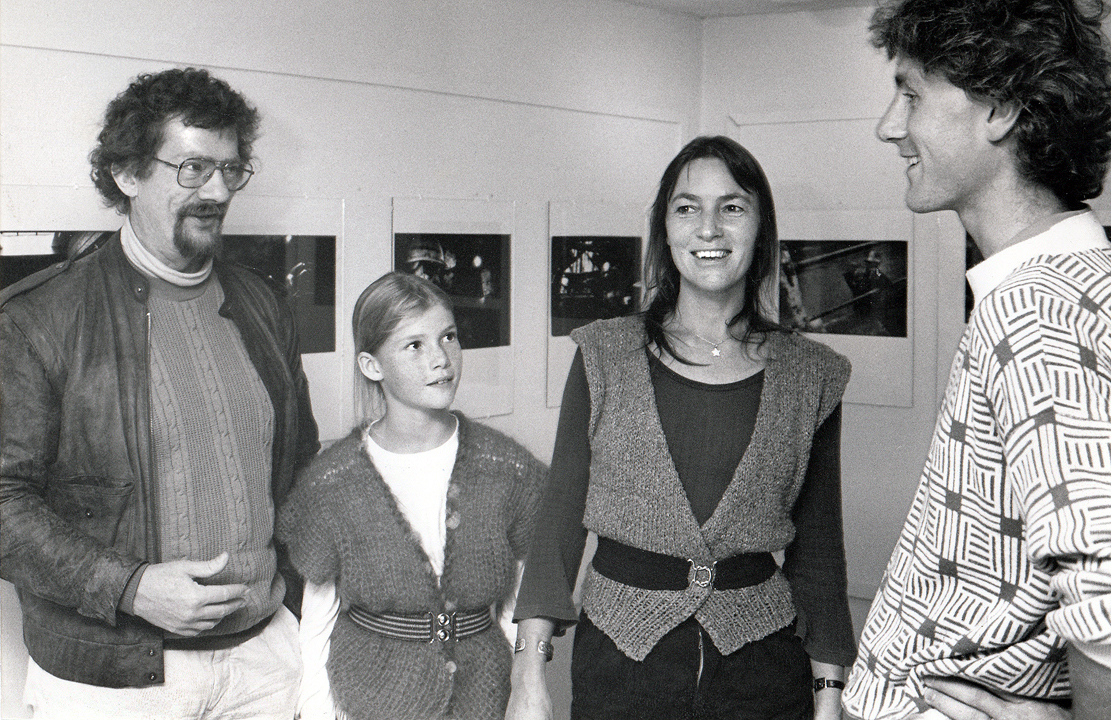
Jytte Rexová se svou dcerou Rosemarií a manželem Christianem Braadem Thomsenem, 1986

Jytte Rexová (nepřechýleně Jytte Rex; * 19. března 1942 Frederiksberg) je dánská umělkyně, fotografka, spisovatelka a filmová režisérka. Její tvorba zahrnuje obrazy, beletrii, biografie a průkopnické umělecké aktivity na podporu práv žen.

## Životopis
Rexová se narodila ve Frederiksbergu. Poté, co se v roce 1962 kvalifikovala jako vícejazyčná korespondentka, studovala malbu na Královské dánské akademii výtvarných umění v letech 1963 až 1969. Na konci 70. let dala své tvorbě spolu s dalšími umělkyněmi politický směr, pořádala průkopnické výstavy, akce a happeningy na podporu práv žen. Její umělecká tvorba zahrnuje řadu technik od perokreseb a tuší v 60. letech, práce se špičatým štětcem v 70. letech, akryly v 80. letech a od 90. let grafiku kombinující malbu, fotografii a objekty.
Vydala také knihy na téma feminismu, včetně Kvindernes bog (Kniha pro ženy, 1972), ve které ženy popisují své životy a sny, a film Tornerose var et vakkert barn (Šípková Růženka byla hodná dívka, 1972), který odhaluje, po čem ženy touží. Další film, Achilleshælen er mit våben (Achillova pata je moje zbraň, 1972), představuje rituály života ženy i smyslnost spojenou s každodenními předměty. Její román Jeg har ikke lukket et øje (Nezavřela jsem oko, 1978) tvoří básně, fotografie a divadelní skeče. Jak její filmy, tak její obrazy odhalují erotickou sílu spolu s pocitem moci překonat smrt. Rexová také ilustrovala knihy, včetně knih španělského autora Federica Garcíi Lorcy.
Její celovečerní filmy Belladonna (1981), Isolda (1989) a Planetens spejle (Zrcadlo planety, 1992) jsou kombinací vyprávění, mýtů a snů. Pozdější filmy představují biografie básnířky Inger Christensenové (Cikaderne findes, 1998), grafika Palle Nielsena (2002) a skladatele Pelle Gudmundsen-Holmgreena (2007).
Díla umělkyně byla prezentována na mnoha skupinových výstavách i na samostatných výstavách, zejména v Clausens Kunsthandel. V roce 2013 Sophienholm představila ucelenou samostatnou výstavu Jytte Rex: Skillelinjer.

## Ocenění
V roce 1998 byla Rexová oceněna Eckersbergovou medailí a v roce 2005 Thorvaldsenovou medailí. V roce 1985 obdržela cenu Bodil za svůj krátký film Den erindrende.